# Henry Mercedes
Henry Felipe Mercedes Pérez (nacido el 23 de julio de 1969 en Santo Domingo) es un ex receptor dominicano que jugó en las Grandes Ligas de Béisbol durante cinco temporadas. Mercedes jugó para los Atléticos de Oakland de 1992 a 1993, los Reales de Kansas City desde 1995 a 1996, y para los Rangers de Texas en 1997. Terminó con promedio de .247, 36 hits, 8 dobles, 1 triple, 17 carreras impulsadas, 18 anotadas en 79 juegos y 146 veces al bate.
Mercedes ha militado para los equipos Leones del Escogido y Águilas Cibaeñas en la Liga Dominicana; y para Cafeteros de Córdoba y Vaqueros Laguna en la Liga Mexicana.